# Великоголова черепаха

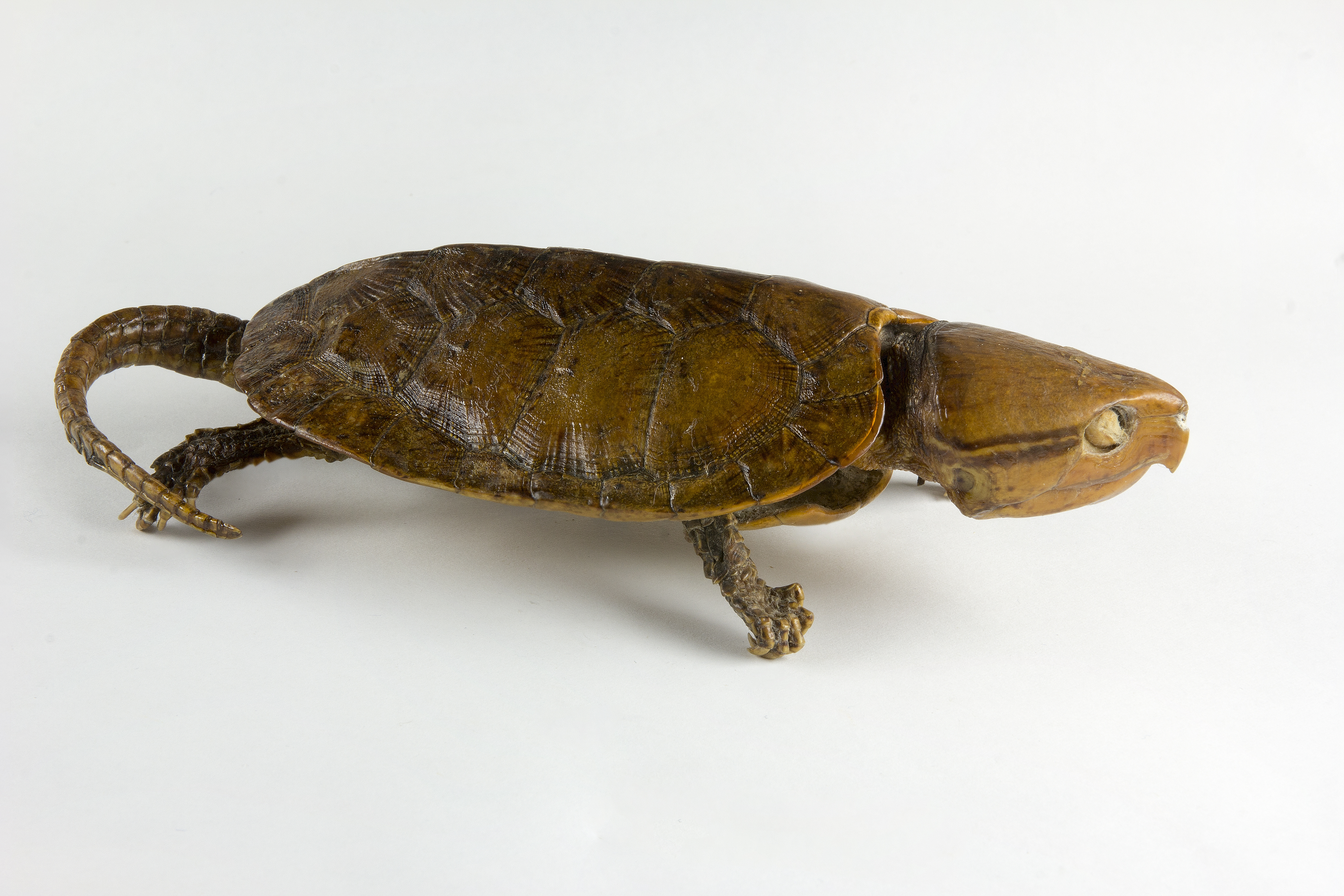
Platysternon megacephalum — Тулузький музей

Великоголова черепаха (Platysternon megacephalum) — невелика прісноводна черепаха дуже своєрідної будови. Єдиний вид однойменної родини.

## Опис

### Зовнішній вигляд

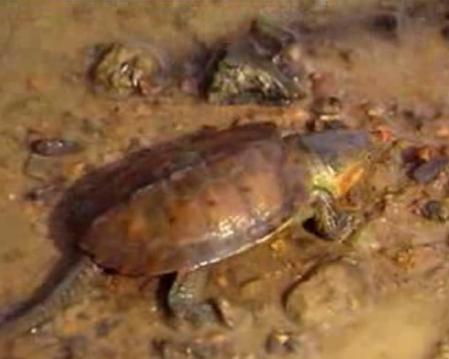
Великоголова черепаха

Порівняно невелика черепаха, з панциром довжиною до 20 см, має невідповідно велику голову, покриту зверху одним великим міцним щитком. Шия в неї довга і рухлива, але голова через свою величину не втягується в панцир. Верхня щелепа озброєна гострим, спрямованим вниз дзьобом. Панцир сильно сплощений, ноги і дуже довгий хвіст не можуть повністю забиратися всередину, тому зовнішні частини ніг і хвіст покриті великими роговими щитками для захисту. Пальці постачені короткими, але міцними кігтями і не мають перетинок.

### Поширення і середовище існування
Поширена в Південному Китаї (включаючи острів Хайнань), Південній М'янмі, Бірмі, Лаосі, Камбоджі, Таїланді і В'єтнамі.
Живе великоголова черепаха в прозорих і швидких струмках і річках з кам'янистим дном.

### Спосіб життя
Вдень великоголова черепаха ховається під камінням або гріється на сонці біля самої води, а в сутінках виходить на полювання. Свою їжу добуває як у воді, так і на суші, добре плаває, спритно лазить по крутих берегах і кам'янистим порогах, дереться по похилих стовбурах дерев.

### Живлення
Великоголова черепаха поїдає дрібну рибу, а також молюсків, червів та інших безхребетних.

### Розмноження
У період розмноження самиці відкладають по два яйця.

## Підвиди
Відомі чотири підвиди великоголової черепахи:
- Platysternon megacephalum megacephalum Gray, 1831
- Platysternon megacephalum peguense Gray, 1870
- Platysternon megacephalum vogeli Wermuth, 1969
- Platysternon megacephalum tristernalis Tverson, 1986

## Великоголова черепаха і людина
У країнах Південно-Східної Азії великоголових черепах вживають в їжу, через що чисельність популяцій сильно скорочується.

## Утримання у неволі
Черепаху містять в закритих акватераріумах. Температура води повинна становити 20-25°С, а повітря 26-30°С. У водойму слід помістити камені і корчі, що виступають над поверхнею. Черепахи вибираються на них або ховаються у воді біля основи. Також необхідні укриття у воді, що володіють широким входом, щоб черепахи в них не застрявали.
Як корм використовують новонароджених мишей, шматочки риби і жаб'яче м'ясо.
Є випадки успішного розведення цих тварин в неволі.